# Sociedade de Antiquários de Londres
A Sociedade de Antiquários de Londres (SAL) é uma sociedade erudita "encarregada por sua Carta Real de 1751 de 'o incentivo, o avanço e o avanço do estudo e do conhecimento das antiguidades e da história deste e de outros países'." Tem sede em Burlington House, Piccadilly, Londres (um edifício de propriedade do governo do Reino Unido), e é uma instituição de caridade registrada.